# Knick Knack
Knick Knack (engl. für Nippes, Schnickschnack) ist ein knapp vierminütiger, animierter Kurzfilm, der 1989 von Pixar produziert wurde. Es war Pixars erste Produktion in 3D. Die Handlung wird von einem Scat-Stück begleitet, das vom Jazz-Vokalisten Bobby McFerrin komponiert und interpretiert wurde.

## Handlung
Auf einem Regal stehen einige Souvenirs aus sonnigen Urlaubsländern und bewegen sich leicht zum Klang der karibisch anmutenden Hintergrundmusik. Etwas abseits steht eine Schneekugel aus dem kalten Nome, Alaska. Der einsame Schneemann in der Kugel wird auf die Feiernden aufmerksam, als ihn ein Mitbringsel aus dem ‚Sonnigen Miami‘, eine attraktive Frau im Bikini, zu sich herüberwinkt. Allerdings muss er feststellen, dass er in der Schneekugel gefangen ist. Er unternimmt nun verschiedene Ausbruchsversuche: der Iglu aus der Kugel scheitert als Rammbock, seine Karottennase verbiegt sich, als er sie als Meißel benutzt. Der Einsatz eines Presslufthammers bringt ihn seinem Ziel auch nicht näher, sorgt aber dafür, dass die Kohlestückchen, die seine Gesichtszüge bilden, herunterfallen. Ein gezündeter Schneidbrenner wirbelt ihn nur mehrfach durch sein Gefängnis. Die zuletzt eingesetzte Sprengladung beschädigt zwar auch nicht das Glas, rückt die Schneekugel aber gefährlich nahe an den Rand des Regals. Als der Schneemann sich etwas vorbeugt, um nach unten zu blicken, stürzt die Kugel ab. Im freien Fall bemerkt er einen Notausgang im Boden der Kugel und entkommt durch diesen seinem Kerker, nur um in einem Goldfischglas zu landen. Kurzfristig frustriert von der Situation, erblickt er ein Urlaubssouvenir aus dem ‚Sonnigen Atlantis‘, eine Meerjungfrau, sehr ähnlich der Dame aus Miami. Doch bevor er zu ihr gelangen kann, sinkt die Schneekugel auf den Boden des Glases und nimmt ihn wieder gefangen.

## Besonderheiten
Nach dem technisch aufwendigen Tin Toy wollte Regisseur John Lasseter einen cartoonartigen Film im Stil von Chuck Jones oder Tex Avery machen. Daher wirkt Knick Knack durch die einfachen geometrischen Formen und glatten Oberflächen im Vergleich eher simpel animiert.
Es existieren zwei Versionen von Knick Knack, die beide jeweils in 2D und 3D veröffentlicht wurden. Die ursprüngliche Fassung wurde zuerst auf der SIGGRAPH 1988 in 3D gezeigt sowie in 2D auf der Tiny-Toy-Stories-VHS-Kassette. Als Vorfilm von Findet Nemo wurde 2003 eine digital überarbeitete Version veröffentlicht, bei der die Brüste der weiblichen Hauptpersonen deutlich verkleinert wurden und die Meerjungfrau ein Bikinioberteil aus Muscheln anstatt der ursprünglichen Seestern-Pasties trägt. John Lasseter begründete dies mit seiner Verantwortung als Vater. Eine 3D-Ausgabe der neuen Version findet sich auf der Disney-Digital-3D-Veröffentlichung von The Nightmare Before Christmas aus dem Jahr 2006.

## Auszeichnungen und Kritik
Auszeichnung in der Kategorie Best Short Film beim Seattle International Film Festival 1990. Im Jahr 2001 wählte Terry Gilliam Knick Knack zu einem der zehn besten Trickfilme aller Zeiten.